# Zoltán Remák
Zoltán Remák (Košice, 15 de gener de 1977) va ser un ciclista eslovac, professional del 2005 al 2007. Del seu palmarès destaquen les dues victòries a la Volta a Hongria.

## Palmarès
- 2000
  - 1r al Gran Premi ciclista de Gemenc
- 2003
  - 1r a la Volta a Hongria i vencedor d'una etapa
- 2004
  - 1r a la Volta a Hongria
  - 1r al Gran Premi ciclista de Gemenc
- 2005
  - Vencedor d'una etapa a la Volta a Hongria
- 2007
  - 1r al Tour de Szeklerland i vencedor d'una etapa
  - 1r al Paths of Victory Tour i vencedor d'una etapa